# Albacete
 Ikke at forveksle med Albacete (provins).
Albacete er en by og kommune i det sydøstlige Spanien i provinsen Albacete. Den har et indbyggertal på 174.137 (2024) indbyggere. Byen ligger ca. 200 kilometer sydøst for landets hovedstad, Madrid.